# Divoš (Ernestinovo)
Divoš (szerbül: Дивош) falu Horvátországban, Eszék-Baranya megyében. Közigazgatásilag Ernestinovohoz tartozik.

## Fekvése
Eszéktől légvonalban 11, közúton 12 km-re délre, községközpontjától 1 km-re északra, Szlavónia keleti részén, a Szlavóniai-síkságon, az Eszékről Vinkovcéra menő út mentén, Ernestinovo és Ivanovac között fekszik.

## Története
A falu az első világháború után jött létre Ernestinovo Diós nevű határrészén, amikor Dalmácia, a Bánság, Lika, a Kordun és Montenegró területéről főként szerb családokat telepítettek be ide. Lakosságát csak 1948-ban számlálták meg először önállóan, ekkor 158-an lakták. 1991-től a független Horvátországhoz tartozik. 1991-ben lakosságának 90%-a szerb, 6%-a horvát, 2%-a jugoszláv nemzetiségű volt. 2011-ben a falunak 63 lakosa volt.

## Lakossága
| Lakosság változása | Lakosság változása | Lakosság változása | Lakosság változása | Lakosság változása | Lakosság változása | Lakosság változása | Lakosság változása | Lakosság változása | Lakosság változása | Lakosság változása | Lakosság változása | Lakosság változása | Lakosság változása | Lakosság változása | Lakosság változása |
| ------------------ | ------------------ | ------------------ | ------------------ | ------------------ | ------------------ | ------------------ | ------------------ | ------------------ | ------------------ | ------------------ | ------------------ | ------------------ | ------------------ | ------------------ | ------------------ |
| 1857               | 1869               | 1880               | 1890               | 1900               | 1910               | 1921               | 1931               | 1948               | 1953               | 1961               | 1971               | 1981               | 1991               | 2001               | 2011               |
| 0                  | 0                  | 0                  | 0                  | 0                  | 0                  | 0                  | 0                  | 158                | 164                | 174                | 136                | 112                | 105                | 52                 | 63                 |

(1948-ban településrészként, 1953-tól önálló településként.)